# 祁發寶
祁發寶（1979年3月6日—），男，汉族，甘肅天祝人，中国人民解放军军人，陆军大校，现任乌鲁木齐警备区司令员。
祁发宝自1997年起便投身于边防守卫一线，其最知名的事迹是在担任陆军边防三六三团团长时，在2020年中印边境冲突6月加勒万河谷边防衝突中身负重伤，被中央軍委授予「衛國戍邊英雄團長」榮譽稱號。

## 生平
1979年3月出生于甘肃天祝，据亲戚回忆，小的时候祁发宝就喜欢当兵，“经常拿个玩具枪，睡觉都不舍得放下”。1997年，高中畢業後的祁发宝入伍參軍。于2000年6月考取烏魯木齊陸軍學院步兵指揮專業。2005年7月，祁发宝带队在象泉河上峭壁开辟的路上骑马巡逻，途经一段不足50厘米宽的陡峭马道时，军马突失前蹄摔下悬崖被河水吞噬，祁发宝则被摔在悬崖边上昏了过去，后背被划出6、7道口子，鲜血直流。2007年加入中国共产党。2014年4月的某一天，半夜被冻醒的随行士官发现，独自观察警戒的祁发宝趴在雪地上被冻僵。随行士官钻出睡袋，将祁发宝摇醒救了回来。在固守边防的日子里，祁发宝曾12次与直面死亡。由于常年在高原守防，最迟在2015年，祁发宝就已经患上了心肺肥大等高原病，身上多处冻伤、摔伤。
祁发宝自2014年3月起任新疆軍區邊防第十四團札達邊防營營長。2015年，任中國人民解放軍69310部隊80分隊分隊長。后任32160部隊參謀長。
2022年7月，晋升陆军大校军衔。2022年10月，任乌鲁木齐警备区副司令员，同时为中共二十大代表。2023年1月，以“特别邀请人士”身份成为第十四屆全國政協委員。

### 2020年6月加勒万河谷冲突
2020年6月15日，印軍越过实控线在加勒萬河谷搭设帐篷，边防第三六三团团长祁發寶帶幾名官兵前出交涉时被对方大量人员包围攻击，負重傷，最重伤口为左侧颅骨大面积缺损。2021年2月20日，据陕西安康电视台发布的《朋友看望“卫国戍边英雄团长”祁发宝》的视频，称祁发宝身体恢复情况良好。另据此前公开报道，经陆军军医大学第一附属医院专家救治，祁发宝已于春节前伤愈。2021年4月29日，祁发宝在电视亮相时被发现头上伤痕依旧明显。

## 言论
在接受媒体采访时，祁发宝曾说：
|          | 18年来，我先后上千次带队组织巡逻执勤，80多次参加边境管控行动，23次带领执勤分队出色完成急难险重任务，40余次遭遇暴风雪和夏季雪融性泥石流，12次与死神擦肩而过，陪伴过我的军马有5匹受伤或牺牲。 |
| ——祁发宝 | |

## 奖项和荣誉
先後被蘭州軍區表彰為「戍邊先進個人」，被新疆軍區評為「百名優秀基層主官」，被南疆軍區表彰為「崑崙衛士」，先後榮立二等功1次、三等功5次。
- 2014年對印邊境反蠶食鬥爭榮獲二等功[15]。
- 最迟在2015年获得“金质卫国戍边纪念章”[註 1][5]。
- 2015年5月底榮獲第19屆中國青年五四獎章[16]。
- 2019年被评为第六屆新疆维吾尔自治区道德模范[17]。
- 2021年2月19日《解放军报》头版报道[10]：已被中央军委授予「衛國戍邊英雄團長」荣誉称号（英模奖章）。
- 2021年6月，被授予“全国优秀共产党员”称号；同年11月，被评为第八届全国道德模范[18]。
- 在2022年北京冬奥会上，他被选为火炬手，在北京冬奥公园传递冬奥火炬。[19]
- 2025年3月2日，被中国人民政治协商会议全国委员会授予2024年度“全国政协委员优秀履职奖”[18]。